# Bandera de Móstoles
La bandera de Móstoles (Comunidad de Madrid, España) incluye los siguientes colores: el carmesí, que simboliza la pertenencia a la Comunidad de Madrid y que a su vez representa su pertenecencia a Castilla; el azul Prusia, según su alcalde símbolo de identidad de los mostoleños y de pertenencia a la Unión Europea; y el amarillo-gualda (oro), que expresa la prosperidad, como anhelo de los vecinos procedentes de diversas regiones españolas que establecieron su residencia en la ciudad en la década de los setenta del pasado siglo. Sobre la franja central, a un tercio del largo de la bandera hacia el asta, se sitúa el escudo municipal de la villa, aunque sin la banda. Se adoptó el 1 de abril de 2004.
- Datos: Q5718680